# Целіново (Мазовецьке воєводство)
Целіново (пол. Celinowo) — село в Польщі, у гміні Сомянка Вишковського повіту Мазовецького воєводства.
Населення — 96 осіб (2011).
У 1975-1998 роках село належало до Остроленцького воєводства.

## Демографія
Демографічна структура станом на 31 березня 2011 року:
|          | Загалом | Допрацездатний вік | Працездатний вік | Постпрацездатний вік |
| -------- | ------- | ------------------ | ---------------- | -------------------- |
| Чоловіки | 46      | 11                 | 30               | 5                    |
| Жінки    | 50      | 8                  | 31               | 11                   |
| Разом    | 96      | 19                 | 61               | 16                   |